# Marcelien de Koning
Marcelien Bos-de Koning (Hoorn, 10 de mayo de 1978) es una deportista neerlandesa que compitió en vela en la clase 470. Su hermano Coen también compite en vela.
Participó en dos Juegos Olímpicos de Verano, obteniendo una medalla de plata en Pekín 2008 en la clase 470 (junto con Lobke Berkhout), y el octavo lugar en Londres 2012.
Ganó tres medallas de oro en el Campeonato Mundial de 470 entre los años 2005 y 2007. Además, obtuvo una medalla de plata en el Campeonato Mundial de Match Race Femenino de 2017.

## Palmarés internacional
| Juegos Olímpicos   | Juegos Olímpicos               | Juegos Olímpicos | Juegos Olímpicos |
| Año                | Lugar                          | Medalla          | Clase            |
| ------------------ | ------------------------------ | ---------------- | ---------------- |
| 2008               | Pekín (China)                  | Medalla de plata | 470              |
| Campeonato Mundial |                                |                  |                  |
| Año                | Lugar                          | Medalla          | Clase            |
| 2005               | San Francisco (Estados Unidos) | Medalla de oro   | 470              |
| 2006               | Rizhao (China)                 | Medalla de oro   | 470              |
| 2007               | Cascaes (Portugal)             | Medalla de oro   | 470              |

| Campeonato Mundial | Campeonato Mundial   | Campeonato Mundial | Campeonato Mundial |
| Año                | Lugar                | Medalla            | Clase              |
| ------------------ | -------------------- | ------------------ | ------------------ |
| 2017               | Helsinki (Finlandia) | Medalla de plata   | Match race         |